# Hero (singel Chada Kroegera)
Hero (pol.: „Bohater”) – singel wokalisty i gitarzysty kanadyjskiej grupy muzycznej Nickelback, Chada Kroegera, wydany 10 czerwca 2002 w Europie, oraz nieco wcześniej, bo 28 maja w Stanach Zjednoczonych. Jest to pierwszy singel w dorobku wokalisty, powstały w celach promocyjnych filmu „Spider Man” w reżyserii Sama Raimiego. Singel ukazał się nakładem wytwórni Roadrunner.

## Opis utworu
Utwór „Hero” został nagrany w duecie z Joseyem Scottem z hardrockowej grupy Saliva. Prócz Kroegera i Scotta, w nagraniu utworu wzięli udział ponadto: gitarzysta prowadzący i wokalista grupy Theory of a Deadman, Tyler Connolly, basista grupy Nickelback, Mike Kroeger, oraz perkusista grunge’owego zespołu Pearl Jam oraz Soundgarden, Matt Cameron. Ponadto w nagraniu udział wzięli basista grupy Strange Advance Paul Iverson, oraz perkusista grupy Our Lady Peace Jeremy Taggart, który wystąpił jedynie w teledysku. Singel z utworem został nagrany specjalnie na potrzeby promocji filmu „Spider Man”, w reżyserii Sama Raimiego. Utwór trafił także na ścieżkę dźwiękową filmu. Utwór trwa 3 minuty i 21 sekund. Autorem tekstu do utworu jest Chad Kroeger, natomiast muzykę skomponowali wspólnie Kroeger, Scott oraz Connolly. Powstały także dwie wersje utworu. Jedna z towarzyszącą orkiestrą, natomiast druga albumowa.

## Proces nagrywania
Do utworu Kroeger zaprosił wokalistę grupy Saliva, Joseya Scotta, który w wywiadzie dla portalu Yahoo! powiedział, że Kroeger miał dobrą ideę na powstanie utworu, więc postanowił pojechać do Vancouver i nagrać z nim wspólnie utwór. Nagrania odbyły się w 2002 roku w „Mountain View Studios” w Vancouver, w studiu domowym Kroegera. Matt Cameron, który w wersji studyjnej zagrał na perkusji, nie mógł wystąpić w teledysku, więc został zastąpiony przez perkusistę grupy Our Lady Peace, Jeremy’ego Taggarta. Pierwotnie w utworze na gitarze solowej miał zagrać gitarzysta grupy Alice in Chains, Jerry Cantrell, jednakże solo które nagrał zostało wykorzystane w utworze „She Was My Girl”. W utworze na gitarze solowej zagrał gitarzysta oraz lider grupy Theory od a Deadman, Tyler Connolly.

## Pozycje na listach
Utwór prócz Stanów zajął wysokie pozycje na listach w wielu europejskich krajach. Dotarł do 1. miejsca w ojczystej Kanadzie, oraz osiągnął najwyższe pozycje na amerykańskich listach Mainstream Rock Tracks, oraz Modern Rock Tracks. Poza tym utwór dotarł do 3. pozycji w Danii, 8. w Niemczech, 2. w Irlandii oraz Portugalii, 7. w Szwecji oraz 8. na liście Billboard Hot 100. Singel z utworem osiągnął status 4-krotnej platyny w Stanach Zjednoczonych, oraz 8-krotnej platyny w Kanadzie.
Na wydanym w czerwcu singlu, znalazły się łącznie 3 kompozycje. Pierwsza z nich to utwór „Hero” w wersji kinowej, druga to mix utworu. Trzecią kompozycją zamieszczoną na singlu jest utwór grupy Theory of a Deadman „Invisible Man”, pochodzący z jej debiutanckiego krążka „Theory of a Deadman” wydanego w 2002 roku. Współproducentem tego krążka, oraz współkompozytorem i współautorem tekstu do tego utworu jest Chad Kroeger.

## Utwór na koncertach
Utwór „Hero” po wydaniu był bardzo często grany na koncertach grupy Nickelback. Przez dłuższy czas utrzymywał się w koncertowej setliście grupy. Trafił także na nieoficjalny minialbum koncertowy grupy „MTV Unplugged”, wydany w roku 2003. Materiał został zarejestrowany 16 września w holenderskiej miejscowości Bussum. Bardzo często na koncertach wykonywany był w wersji akustycznej.

## Teledysk
Teledysk do utworu został nakręcony w Nowym Jorku, na dachu jednego z wieżowców. Przedstawia on muzyków wykonujących utwór, oraz krótkie sceny z filmu. Reżyserem teledysku jest Nigel Dick, który jest znany ze współpracy chociażby z grupą Nickelback. Premiera teledysku odbyła się 24 marca 2002 roku.

## Lista utworów na singlu
Single CD
| 1. | „Hero” (Spider-Man: Movie Version) (Ch.Kroeger -Ch.Kroeger / J.Scott / T.Connolly) | 3:16  |
|    |                                                                                    |       |
| 2. | „Hero” (Super Hero Mix) (Ch.Kroeger -Ch.Kroeger / J.Scott / T.Connolly)            | 3:23  |
|    |                                                                                    |       |
| 3. | „Invisible Man” (Theory of a Deadman) (Ch.Kroeger / T.Connolly)                    | 2:41  |
|    |                                                                                    |       |
| 4. | „Hero” (Video)                                                                     | 3:23  |
|    |                                                                                    |       |
|    |                                                                                    | 12:43 |
|    |                                                                                    |       |

## Twórcy
- Chad Kroeger – śpiew, gitara rytmiczna (Nickelback)
- Josey Scott – gitara akustyczna, śpiew (Saliva)
- Tyler Connolly – gitara prowadząca, gitara solowa (Theory of a Deadman)
- Mike Kroeger – gitara basowa (Nickelback)
- Matt Cameron – perkusja (Pearl Jam), (Soundgarden)

Ponadto
- Paul Iverson – gitara basowa (Strange Advance)
- Jeremy Taggart – perkusja (Our Lady Peace)

Produkcja
- Nagrywany: 2002 w „Mountain View Studios” (Abbotsford) w Vancouver
- Produkcja: Chad Kroeger
- Producent muzyczny: Chad Kroeger, Joe Moi
- Realizator nagrań: Chad Kroeger, Joe Moi
- Mastering: George Marino w „Sterling Sound”
- Miks: Randy Staub w „The Warehouse Studios” w Vancouver
- Aranżacja: Chad Kroeger, Josey Scott, Tyler Connolly
- Tekst piosenki: Chad Kroeger
- Wytwórnia: Roadrunner

## Notowania
| Lista (2002)              | Najwyższa pozycja |
| ------------------------- | ----------------- |
| Australian Singles Chart  | 17                |
| Austrian Singles Chart    | 8                 |
| Canadian Hot 100          | 1                 |
| Denmark Singles Chart     | 3                 |
| Dutch Singles Chart       | 22                |
| French Singles Chart      | 27                |
| German Singles Chart      | 8                 |
| Irish Singles Chart       | 2                 |
| Italian Singles Chart     | 11                |
| New Zealand Singles Chart | 10                |
| Portugal Singles Chart    | 2                 |
| Swedish Singles Chart     | 7                 |
| Swiss Singles Chart       | 8                 |
| UK Singles Chart          | 4                 |
| US Billboard Hot 100      | 3                 |

## Status
- Stany Zjednoczone – 4x platyna
- Kanada – 8x platyna